# Aviv Milner
Aviv Milner (* 23. März 1995 in Tel Aviv) ist ein israelischer Eishockeyspieler, der seit 2022 bei den Kfar Saba Kings in der Israelischen Eishockeyliga unter Vertrag steht. Zudem spielt er ebenfalls seit 2022 für den HC Netanya in der Sommerliga Israel Elite Hockey League.

## Karriere
Aviv Milner, der in Tel Aviv geboten wurde, begann seine Karriere als Eishockeyspieler in Kanada in Lac Saint-Louis. In Kanada und in den Vereinigten Staaten spielte er anschließend in verschiedenen unterklassigen Juniorenligen. 2016 kehrte er nach Israel zurück und spielte zunächst ein Jahr für die Raʿanana Hitmen in der israelischen Liga. 2017 wechselte er zum Ligakonkurrenten HC Bat Yam. Mit dem Team aus dem Gusch Dan wurde er 2018 israelischer Meister. Nachdem er von 2020 bis 2022 bei Maccabi Metulla gespielt hatte, schloss er sich den Kfar Saba Kings an, mit denen er 2023 erneut israelischer Meister wurde.
Zudem spielt er seit 2022 für den HC Netanya in der Sommerliga Israel Elite Hockey League, die er 2022 ebenfalls gewinnen konnte.

### International
Mit der israelischen Nationalmannschaft nahm Milner erstmals an der Weltmeisterschaft der Division II 2018 teil. Auch bei den Weltmeisterschaften 2022 und 2023, als er als zweitbester Torschütze (gemeinsam mit dem Spanier Dorian Donath) hinter dem Georgier Iwan Karelin auch zum besten Spieler seiner Mannschaft gewählt wurde, spielte er in der Division II.

## Erfolge und Auszeichnungen
- 2018 Israelischer Meister mit dem HC Bat Yam
- 2022 Gewinn der Israel Elite Hockey League mit dem HC Netanya
- 2023 Israelischer Meister mit den Kfar Saba Kings